# Pseudofluda pulcherrima
Pseudofluda pulcherrima är en spindelart som beskrevs av Cândido Firmino de Mello-Leitão 1928. 
Pseudofluda pulcherrima ingår i släktet Pseudofluda och familjen hoppspindlar. Inga underarter finns listade i Catalogue of Life.